# Kampioenschap van Vlaanderen
La Kampioenschap van Vlaanderen (ned.: Campionato delle Fiandre), conosciuta anche come Koolskamp Koers, è una corsa in linea di ciclismo su strada maschile che si disputa nella provincia delle Fiandre Occidentali, in Belgio, ogni anno nel mese di settembre. Dal 2005 fa parte del calendario dell'UCI Europe Tour come evento di classe 1.1.

La maglia del vincitore, ispirata alla bandiera delle Fiandre.

## Albo d'oro

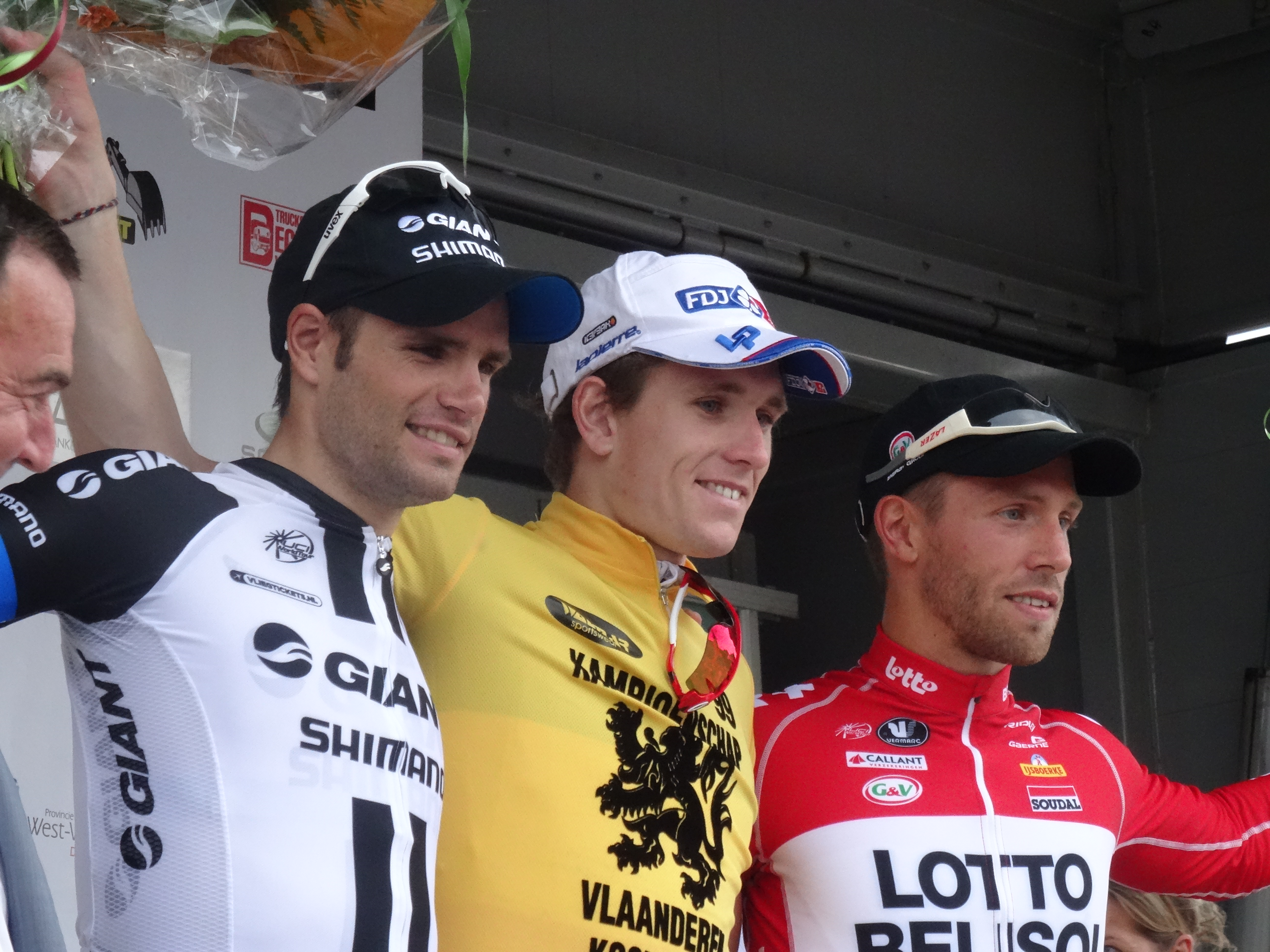
2014 : Luka Mezgec (2), Arnaud Démare (1) & Jonas Van Genechten (3).

Aggiornato all'edizione 2024.
| Anno    | Vincitore                                           | Secondo                                             | Terzo                                               |
| ------- | --------------------------------------------------- | --------------------------------------------------- | --------------------------------------------------- |
| 1908    | Robert Wancourt                                     | Firmin Lambot                                       | Louis Colsaet                                       |
| 1909    | Robert Wancourt                                     | Odile Defraye                                       | Marcel Buysse                                       |
| 1910    | Odile Defraye                                       | Léon Buysse                                         | Henri Van Lerberghe                                 |
| 1911    | Léon Buysse                                         | Alois Persijn                                       | Alfons Brutin                                       |
| 1912    | Abel Devoghelaere                                   | Léon Buysse                                         | Alois Persijn                                       |
| 1913    | René Anno                                           | Arthur Maertens                                     | Achille Depauw                                      |
| 1914-18 | non disputata a causa della prima guerra mondiale   | non disputata a causa della prima guerra mondiale   | non disputata a causa della prima guerra mondiale   |
| 1919    | Jules Van Hevel                                     | Léon Devos                                          | Alfons Van Hecke                                    |
| 1920    | Jules Van Hevel                                     | Henri Van Lerberghe                                 | Florent Vandenberghe                                |
| 1921    | Pierre Van De Velde                                 | Marcel Buysse                                       | Charles Govaert                                     |
| 1922    | Alfons Van Hecke                                    | Florent Vandenberghe                                | Julien Volbrecht                                    |
| 1923    | Julien Volbrecht                                    | Pierre Van De Velde                                 | Theophile Van Eetvelde                              |
| 1924    | Léon Devos                                          | Jules Matton                                        | Maurice Dewaele                                     |
| 1925    | Aimé Dossche                                        | Maurice Dewaele                                     | Rémi Cant                                           |
| 1926    | Henri De Jaegher                                    | Gustaaf Van Slembrouck                              | Georges Ronsse                                      |
| 1927    | Paul Matton                                         | Alfred Haemerlinck                                  | Jan Meeuwis                                         |
| 1928    | Aimé Dossche                                        | Lucien Buysse                                       | Hector Martin                                       |
| 1929    | Maurice Raes                                        | Aimé Dossche                                        | Maurice Dewaele                                     |
| 1930    | Alfred Haemerlinck                                  | Leander Ghyssels                                    | Constant Dyzers                                     |
| 1931    | Aimé Dossche                                        | Frans Bonduel                                       | Julien Vervaecke                                    |
| 1932    | Gérard Desmet                                       | Sylvère Maes                                        | André Mortier                                       |
| 1933    | Gérard Desmet                                       | Michel Van Vlockhoven                               | André Mortier                                       |
| 1934    | Joseph Moerenhout                                   | Albert Billiet                                      | Jules Lowie                                         |
| 1935    | Marcel Kint                                         | Jan-Jozef Horemans                                  | Albert Billiet                                      |
| 1936    | Julien Heernaert                                    | Emiel Vandepitte                                    | Frans Bonduel                                       |
| 1937    | Marcel Claeys                                       | Gaston Denys                                        | Jan Deman                                           |
| 1938    | Sylvain Grysolle                                    | Odiel Van Den Meerschaut                            | Albert Beirnaert                                    |
| 1939-40 | non disputata a causa della seconda guerra mondiale | non disputata a causa della seconda guerra mondiale | non disputata a causa della seconda guerra mondiale |
| 1941    | Alberic Schotte                                     | Frans Bonduel                                       | Albert Sercu                                        |
| 1942    | Robert Van Eenaeme                                  | Roger Cnockaert                                     | Albert Paepe                                        |
| 1943    | Rik Van Steenbergen                                 | Robert Van Eenaeme                                  | Roger Cnockaert                                     |
| 1944    | non disputata a causa della seconda guerra mondiale | non disputata a causa della seconda guerra mondiale | non disputata a causa della seconda guerra mondiale |
| 1945    | Sylvain Grysolle                                    | André Pieters                                       | Omer Huwel                                          |
| 1946    | Achiel De Backer                                    | Albert Sercur                                       | Gustaaf Van Overloop                                |
| 1947    | Albert Paepe                                        | Albert Anutchin                                     | Maurice Meersman                                    |
| 1948    | Emmanuel Thoma                                      | Roger Decorte                                       | Louis Brusselmans                                   |
| 1949    | Emile Vanderveken                                   | Roger Decock                                        | René Janssens                                       |
| 1950    | Maurice Blomme                                      | Arseen Rijckaert                                    | André Pieters                                       |
| 1951    | Roger Decock                                        | Gerard Buyl                                         | André Maelbrancke                                   |
| 1952    | Arseen Rijckaert                                    | Arthur Mommerency                                   | Julien Plovie                                       |
| 1953    | Léon Delathouwer                                    | Maurice Mollin                                      | Arthur Mommerency                                   |
| 1954    | Alberic Schotte                                     | André Rosseel                                       | Karel De Baere                                      |
| 1955    | Léon Delathouwer                                    | André Noyelle                                       | René Mertens                                        |
| 1956    | Léon Van Daele                                      | André Rosseel                                       | Wim van Est                                         |
| 1957    | Léon Van Daele                                      | Léon Delathouwer                                    | Firmin Bral                                         |
| 1958    | Léon Van Daele                                      | Roger Decorte                                       | René Mertens                                        |
| 1959    | Rik Van Looy                                        | André Noyelle                                       | Oswald Declercq                                     |
| 1960    | Gilbert Desmet                                      | Joseph Marien                                       | Michel Van Aerde                                    |
| 1961    | Frans De Mulder                                     | Karel Clerckx                                       | Gustaaf Desmet                                      |
| 1962    | André Messelis                                      | Romain Van Wijnsberghe                              | Oswald Declercq                                     |
| 1963    | Gustaaf Van Vaerenbergh                             | Jean-Baptiste Claes                                 | Frans Melckenbeeck                                  |
| 1964    | Gustaaf Desmet                                      | Rik Van Looy                                        | Gilbert Maes                                        |
| 1965    | Paul Jensen                                         | Arthur Decabooter                                   | Gustaaf Desmet                                      |
| 1966    | Eddy Merckx                                         | Daniel Van Ryckeghem                                | Gustaaf Desmet                                      |
| 1967    | Gerard Vianen                                       | Eddy Van Audenaerde                                 | Gustaaf Desmet                                      |
| 1968    | Jos Huysmans                                        | Eric Leman                                          | Rik Van Looy                                        |
| 1969    | Eric De Vlaeminck                                   | Ronald De Witte                                     | Jean-Pierre Monseré                                 |
| 1970    | Noel Van Clooster                                   | Jean-Pierre Monseré                                 | Herman Vrijders                                     |
| 1971    | Eric Leman                                          | Rik Van Linden                                      | Willy Planckaert                                    |
| 1972    | Patrick Sercu                                       | Eddy Merckx                                         | Walter Godefroot                                    |
| 1973    | Herman Vrijders                                     | José Vanackere                                      | Jos Spruyt                                          |
| 1974    | Freddy Maertens                                     | Frans Verbeeck                                      | Herman Vrijders                                     |
| 1975    | Jos Huysmans                                        | Hennie Kuiper                                       | José Vanackere                                      |
| 1976    | Freddy Maertens                                     | Willy Planckaert                                    | Serge Van Daele                                     |
| 1977    | Frans Verhaegen                                     | Gery Verlinden                                      | Willy In 't Ven                                     |
| 1978    | Daniel Willems                                      | Gery Verlinden                                      | Alain Desaever                                      |
| 1979    | Fons Van Katwijk                                    | Marc Renier                                         | Lieven Malfait                                      |
| 1980    | Theo de Rooy                                        | Luc Colijn                                          | Guido Van Sweevelt                                  |
| 1981    | Patrick Versluys                                    | Frank Hoste                                         | Ronny Van Marcke                                    |
| 1982    | Gery Verlinden                                      | Hendrik Caethoven                                   | Jean-François Chaurin                               |
| 1983    | Patrick De Vos                                      | Adri van der Poel                                   | Luc Meersman                                        |
| 1984    | Rudy Matthijs                                       | Dirk Heirweg                                        | Frank Hoste                                         |
| 1985    | Eddy Vanhaerens                                     | Claude Criquielion                                  | Pol Verschuere                                      |
| 1986    | Frank Van De Vijver                                 | Herman Frison                                       | Alan Peiper                                         |
| 1987    | Dirk Heirweg                                        | Dirk Demol                                          | Geert Decorte                                       |
| 1988    | Marnix Lameire                                      | Edwin Bafcop                                        | Dirk Heirweg                                        |
| 1989    | Étienne De Wilde                                    | Luc Van De Vel                                      | Herman Frison                                       |
| 1990    | Hendrik Redant                                      | Wilfried Peeters                                    | Dirk Demol                                          |
| 1991    | Johan Museeuw                                       | Peter Huyghe                                        | Wiebren Veenstra                                    |
| 1992    | Rik Van Slycke                                      | Michel Van Haecke                                   | Hendrik Redant                                      |
| 1993    | Sammy Moreels                                       | Andrej Čmil                                         | Johan Museeuw                                       |
| 1994    | Jelle Nijdam                                        | Hendrik Redant                                      | Danny Nelissen                                      |
| 1995    | Johan Museeuw                                       | Hans De Clercq                                      | Wilfried Peeters                                    |
| 1996    | Niko Eeckhout                                       | Johan Verstrepen                                    | Peter Verbeken                                      |
| 1997    | Peter Van Petegem                                   | Tom Steels                                          | Michael van der Wolf                                |
| 1998    | Niko Eeckhout                                       | Hans De Clercq                                      | Davy Delme                                          |
| 1999    | Michel Van Haecke                                   | Arvis Piziks                                        | Steven de Jongh                                     |
| 2000    | Niko Eeckhout                                       | John Talen                                          | Chris Peers                                         |
| 2001    | Paul Van Hyfte                                      | Bjørnar Vestøl                                      | Jean-Michel Tessier                                 |
| 2002    | Jimmy Casper                                        | Marc Streel                                         | Andy Cappelle                                       |
| 2003    | Baden Cooke                                         | Jans Koerts                                         | Robert Sassone                                      |
| 2004    | Jimmy Casper                                        | Nico Mattan                                         | Ludovic Capelle                                     |
| 2005    | Sergej Lagutin                                      | Andy De Smet                                        | Asan Bazaev                                         |
| 2006    | Niko Eeckhout                                       | Steven de Jongh                                     | Danilo Hondo                                        |
| 2007    | Baden Cooke                                         | Andy Cappelle                                       | Denis Flahaut                                       |
| 2008    | André Greipel                                       | Stefan van Dijk                                     | Andreas Stauff                                      |
| 2009    | Steven de Jongh                                     | Sebastiaan Langeveld                                | Bobbie Traksel                                      |
| 2010    | Leigh Howard                                        | Aidas Kruopis                                       | Tom Veelers                                         |
| 2011    | Marcel Kittel                                       | André Greipel                                       | Michael Van Staeyen                                 |
| 2012    | Ronan van Zandbeek                                  | Christopher Juul Jensen                             | Kurt Hovelijnck                                     |
| 2013    | Jens Debusschere                                    | Baptiste Planckaert                                 | Michael Van Staeyen                                 |
| 2014    | Arnaud Démare                                       | Luka Mezgec                                         | Jonas Van Genechten                                 |
| 2015    | Michał Gołaś                                        | Nikolay Trusov                                      | Adrian Aas Stien                                    |
| 2016    | Timothy Dupont                                      | Fernando Gaviria                                    | Raymond Kreder                                      |
| 2017    | Fernando Gaviria                                    | Dylan Groenewegen                                   | Jasper De Buyst                                     |
| 2018    | Dylan Groenewegen                                   | John Degenkolb                                      | Jasper Stuyven                                      |
| 2019    | Jannik Steimle                                      | Timo Roosen                                         | Dylan Groenewegen                                   |
| 2020    | annullata per la Pandemia di COVID-19               | annullata per la Pandemia di COVID-19               | annullata per la Pandemia di COVID-19               |
| 2021    | Jasper Philipsen                                    | Dylan Groenewegen                                   | Martin Laas                                         |
| 2022    | Fabio Jakobsen                                      | Caleb Ewan                                          | Dylan Groenewegen                                   |
| 2023    | Jasper Philipsen                                    | Dylan Groenewegen                                   | Fabio Jakobsen                                      |
| 2024    | Tim Merlier                                         | Arvid de Kleijn                                     | Jasper Philipsen                                    |